# China nos Jogos Paralímpicos de Verão de 2012
A China foi um dos participantes dos Jogos Paralímpicos de Verão de 2012, na cidade de Londres, no Reino Unido.

## Medalhistas
| Atleta       | Esporte              | Evento                             | Medalha |
| ------------ | -------------------- | ---------------------------------- | ------- |
| Xue Lei      | Atletismo            | 100 m rasos masculino T11          | Ouro    |
| Qi Feng      | Levantamento de peso | Até 52 kg masculino                | Ouro    |
| Lei Liu      | Levantamento de peso | Até 67.5 kg masculino              | Ouro    |
| Taoying Fu   | Levantamento de peso | Até 75 kg feminino                 | Ouro    |
| Yang Yang    | Natação              | 50 metros livre masculino - S2     | Ouro    |
| Qing Xu      | Natação              | 50 metros livre masculino - S6     | Ouro    |
| Bozun Yang   | Natação              | 50 metros livre masculino - S11    | Ouro    |
| Yang Yang    | Natação              | 100 metros livre masculino - S2    | Ouro    |
| Qing Xu      | Natação              | 100 metros livre masculino - S6    | Ouro    |
| Yinan Wang   | Natação              | 400 metros livre masculino - S8    | Ouro    |
| Bozun Yang   | Natação              | 200 metros medley masculino - SM11 | Ouro    |
| Feng Yazhu   | Natação              | 50 metros costas feminino - S2     | Ouro    |
| Xiao Fei Gu  | Levantamento de peso | Até 82.5 kg masculino              | Prata   |
| Huichao Cai  | Levantamento de peso | Até 90 kg masculino                | Prata   |
| Dong Qi      | Levantamento de peso | Até 100 kg masculino               | Prata   |
| Zhe Cui      | Levantamento de peso | Até 40 kg feminino                 | Prata   |
| Yan Yang     | Levantamento de peso | Até 60 kg feminino                 | Prata   |
| Yujiao Tan   | Levantamento de peso | Até 67.5 kg feminino               | Prata   |
| Shiyun Pan   | Natação              | 50 metros livre masculino - S7     | Prata   |
| Yang Bozun   | Natação              | 100 metros livre masculino - S11   | Prata   |
| Jian Wang    | Levantamento de peso | Até 56 kg masculino                | Bronze  |
| Quanxi Yang  | Levantamento de peso | Até 60 kg masculino                | Bronze  |
| Peng Hu      | Levantamento de peso | Até 75 kg masculino                | Bronze  |
| Shanshan Shi | Levantamento de peso | Até 48 kg feminino                 | Bronze  |
| Cuijuan Xiao | Levantamento de peso | Até 52 kg feminino                 | Bronze  |
| Yanmei Xu    | Levantamento de peso | Até 82.5 kg feminino               | Bronze  |
| Tao Zheng    | Natação              | 50 metros livre masculino - S6     | Bronze  |
| Yinan Wang   | Natação              | 50 metros livre masculino - S8     | Bronze  |
| Yang Bozun   | Natação              | 400 metros livre masculino - S11   | Bronze  |
| Zhang Meng   | Natação              | 200 metros medley masculino - SM10 | Bronze  |

## Desempenho

### Atletismo
Masculino
| Atletas       | Evento          | Preliminares | Preliminares | Semifinal | Semifinal | Final       | Final       |
| Atletas       | Evento          | Marca        | Posição      | Marca     | Posição   | Marca       | Posição     |
| ------------- | --------------- | ------------ | ------------ | --------- | --------- | ----------- | ----------- |
| Xue Lei       | 100 m rasos T11 | 11s29        | 1º           | 11s16     | 2º        | 11s17       |             |
| Shang Baolong | 100 m rasos T11 | 11s36        | 3º           | 11s24     | 4º        | Não avançou | Não avançou |

### Bocha
| Atleta     | Evento         | Fase de Grupos/ Eliminatória | Fase de Grupos/ Eliminatória | 16 Avos              | Oitavas de final        | Quartas de final     | Semifinal                                         | 3°lugar Final                                       | 3°lugar Final |
| Atleta     | Evento         | Adversário Resultado         | Pos                          | Adversário Resultado | Adversário Resultado    | Adversário Resultado | Adversário Resultado                              | Adversário Resultado                                | Pos           |
| ---------- | -------------- | ---------------------------- | ---------------------------- | -------------------- | ----------------------- | -------------------- | ------------------------------------------------- | --------------------------------------------------- | ------------- |
| Weibo Yuan | Individual BC1 | bye                          | bye                          | bye                  | THA W. Huadpradit D 1-5 | Não avançou          | Não avançou                                       | Não avançou                                         | Não avançou   |
| Qi Zhang   | Individual BC1 | bye                          | bye                          | bye                  | HKG K. Wong V 9-1       | GBR D. Smith D 2-4   | Disputa do 5º-8º lugares: THA W. Huadpradit V 6-2 | Disputa do 5º-6º lugares: POR J. P. Fernandes D 2-3 | 6º            |

### Levantamento de peso(16 atletas)
Masculino
| Atletas     | Evento   | Resultado | Posição |
| ----------- | -------- | --------- | ------- |
| Qi Feng     | -52 kg   | 176,0     |         |
| Jian Wang   | -56 kg   | 185,0     |         |
| Quanxi Yang | -60 kg   | 185,0     |         |
| Lei Liu     | -67.5 kg | 218,0     |         |
| Peng Hu     | -75 kg   | 213,0     |         |
| Xiao Fei Gu | -82.5 kg | 228,0     |         |
| Huichao Cai | -90 kg   | 233,0     |         |
| Dong Qi     | -100 kg  | 233,0     |         |

Feminino
| Atletas      | Evento   | Resultado | Posição          |
| ------------ | -------- | --------- | ---------------- |
| Zhe Chui     | -40 kg   | 97,0      | Medalha de prata |
| Shanshan Shi | -48 kg   | 114,0     |                  |
| Cuijuan Xiao | -52 kg   | 118,0     |                  |
| Jianjin Cui  | -56 kg   | 110,0     | 4º               |
| Yan Yang     | -60 kg   | 125,0     | Medalha de prata |
| Yujiao Tan   | -67.5 kg | 139,0     | Medalha de prata |
| Taoying Fu   | -75 kg   | 146,0     |                  |
| Yanmei Xu    | -82.5 kg | 129,0     |                  |

### Natação
Masculino
| Atletas    | Evento                   | Preliminares | Preliminares | Final       | Final       |
| Atletas    | Evento                   | Marca        | Posição      | Marca       | Posição     |
| ---------- | ------------------------ | ------------ | ------------ | ----------- | ----------- |
| Yang Yang  | 50 metros livre - S2     | 1min01s05 Q  | 1º           | 1min01s39   |             |
| Qing Xu    | 50 metros livre - S6     | 30s11 Q      | 2º           | 28s57       |             |
| Tao Zheng  | 50 metros livre - S6     | 30s33 Q      | 3º           | 30s06       |             |
| Yuan Tang  | 50 metros livre - S6     | 31s99 Q      | 5º           | 32s20       | 7º          |
| Shiyun Pan | 50 metros livre - S7     | 28s97 Q      | 5º           | 28s09       |             |
| Yinan Wang | 50 metros livre - S8     | 26s74 Q      | 3º           | 26s31       |             |
| Jun Guo    | 50 metros livre - S8     | 27s86        | 9º           | Não avançou | Não avançou |
| Furong Lin | 50 metros livre - S10    | 25s25 Q      | 8º           | 24s86       | 7º          |
| Bozun Yang | 50 metros livre - S11    | 25s33 Q      | 1º           | 25s27       |             |
| Yang Yang  | 100 metros livre - S2    | 2min10s47 Q  | 1º           | 2min03s71   |             |
| Qing Xu    | 100 metros livre - S6    | 1min12s29 Q  | 8º           | 1min05s87   |             |
| Bozun Yang | 100 metros livre - S11   | 57s35 Q      | 2º           | 58s61       |             |
| Yinan Wang | 400 metros livre - S8    | 4min37s86 Q  | 4º           | 4min27s11   |             |
| Bozun Yang | 400 metros livre - S11   | 4min48s03 Q  | 2º           | 4min41s73   |             |
| Bozun Yang | 200 metros medley - SM11 | 2min23s43 Q  | 1º           | 2min22s40   |             |

Feminino
| Atletas    | Evento                   | Preliminares | Preliminares | Final     | Final   |
| Atletas    | Evento                   | Marca        | Posição      | Marca     | Posição |
| ---------- | ------------------------ | ------------ | ------------ | --------- | ------- |
| Feng Yazhu | 50 metros costas - S2    |              |              | 1min03s00 |         |
| Zhang Meng | 200 metros medley - SM10 | 2min34s88 Q  | 3º           | 2min33s95 |         |